# Harry Reid
Harry Mason Reid, född 2 december 1939 i Searchlight, Clark County, Nevada, död 28 december 2021 i Henderson, Nevada, var en amerikansk demokratisk politiker.
Han var ledamot av USA:s senat, där han representerade Nevada, 1987–2017. Han var demokratisk ledare i senaten 2005–2017; efter att demokraterna vann majoritet i senaten i mellanårsvalet i USA 2006, tillträdde Reid som majoritetsledare i januari 2007, men återgick till att vara minoritetsledare 2015.

## Biografi
Han var viceguvernör i Nevada 1971–1975. Reid blev invald i senaten 1986; innan dess hade han suttit fyra år i USA:s representanthus.
Reid har konverterat till Jesu Kristi kyrka av sista dagars heliga och var den första mormon som varit majoritetsledare i senaten.